# 北田光男
北田 光男（きただ みつお、1914年3月21日 -2002年11月25日）は、日本の実業家。株式会社ベスト電器創業者。

## 人物・経歴
1914年熊本県生まれ。旧制巣鴨高等商業学校（現･千葉商科大学）卒業。1948年福岡県に水道部品販売を手掛ける北光商会を設立。1950年業容拡大を目的に九州鉄管継手を設立。1953年九州機材倉庫を設立し、1972年に社名をベスト電器へ変更。